# Orthosia mundincerta
Orthosia mundincerta là một loài bướm đêm trong họ Noctuidae.